# Борзенко, Виктор Михайлович
Ви́ктор Миха́йлович Борзе́нко (1862 — 1932) — русский государственный деятель, Гродненский (1907—1912) и Нижегородский (1912—1915) губернатор.

## Биография
Православный. Из потомственных дворян Курской губернии.
В 1883 году окончил Императорское училище правоведения с чином IX класса и поступил на службу кандидатом на судебные должности при прокуроре Варшавского судебного округа.
В 1884 году перешёл на службу в Министерство внутренних дел, был определён чиновником особых поручений при Минском губернаторе. В 1886 году был назначен непременным членом Минского уездного по крестьянским делам присутствия. В 1892 году состоял в распоряжении Курского губернатора, а в 1904 году — Варшавского губернатора в должности чиновника особых поручении V класса.
В 1905 году назначен Курским вице-губернатором, в том же году — Курским губернатором. С ноября 1907 по 20 декабря 1912 года был гродненским губернатором, а с 1913 по 30 октября 1915 года — нижегородским. В октябре 1915 года был переведён в министерство внутренних дел, а в 1916—1917 годах был Черноморским губернатором. Дослужился до чина тайного советника, имел придворный чин гофмейстера.
В эмиграции в Польше. Умер в 1932 году.